# Slovène
Cet article concerne la langue slovène. Pour le peuple slovène, voir Slovènes.
Ne pas confondre avec le slovaque (slovenčina), le slovince ou le slavon (vieux-slave, словѣньскыи ѩзыкъ, slověnĭskyj językŭ).
Le slovène (slovenski jezik, slovenščina) est une langue du groupe des langues slaves et plus particulièrement du sous-groupe des langues slaves méridionales, de la famille des langues indo-européennes. Il est parlé par deux millions de personnes environ, principalement en Slovénie, mais aussi en Autriche et en Italie (partie limitrophe orientale de la région autonome du Frioul-Vénétie Julienne, dont Trieste et Gorizia). C'est la langue officielle de la Slovénie et une des langues officielles de l'Union européenne.
Le slovène a conservé certains traits du vieux-slave et a été influencé par le latin, l'allemand, l'italien et le frioulan. C'est une langue à accent de hauteur. Bien que différent du serbo-croate, il partage un tiers de son vocabulaire avec cette langue qui rassemblait les Serbes, les Croates et les Bosniaques.

## Écriture
Le slovène s'écrit avec l'alphabet latin (sans les lettres Q, W, X et Y) complété par des signes diacritiques, les šumniki (le slovène en utilise trois : Č, Š, Ž). L'alphabet slovène comporte donc 25 lettres.
L'écriture, dans sa forme pure, n'utilise aucun autre symbole, à part par exemple des accents supplémentaires, quand il est nécessaire de distinguer des mots similaires avec un sens différent. Ils ne sont habituellement pas écrits et le lecteur est censé comprendre le mot grâce au contexte. Par exemple :
- gòl (nu), gól (but) ;
- je (il/elle est), jé (il/elle mange)
- jêsen (frêne), jesén (automne) ;
- kót (angle, coin), kot (comme) ;
- med (entre), méd (miel) ;
- polovíca (moitié), pôl (exprime une demi-heure avant une heure donnée), pól (pôle) ;
- prècej (aussitôt, archaïque), precéj (beaucoup).

| Lettre | Phonème | Réalisation | Première lettre du mot              | Prononciation du mot |
| ------ | ------- | ----------- | ----------------------------------- | -------------------- |
| A a    | /a/     | [ɑ, (ʌ)]    | abecéda (alphabet)                  | [abɛtsed̪a]           |
| B b    | /b/     | [b, (p)]    | beséda (mot)                        | [bɛsed̪a]             |
| C c    | /ts/    | [ts]        | cvét (fleur)                        | [t̪sʋet̪]              |
| Č č    | /tʃ/    | [tʃ]        | časopís (journal)                   | [tʃasɔpis]           |
| D d    | /d/     | [d̪]         | dánes (aujourd'hui)                 | [d̪anəs]              |
| E e    | /e/     | [e]         | sédem (« sept » ou « je m’assois ») | [sedəm]              |
| F f    | /f/     | [f]         | fànt (garçon)                       | [fan̪t̪]               |
| G g    | /g/     | [ɡ]         | grad (château)                      | [ɡrad]               |
| H h    | /h/     | [x]         | híša (maison)                       | [xiʃa]               |
| I i    | /i/     | [i]         | iméti (avoir)                       | [imeti]              |
| J j    | /j/     | [j]         | jábolko (pomme)                     | [jabɔlkɔ]            |
| K k    | /k/     | [k]         | kmèt (paysan)                       | [kmɛt̪]               |
| L l    | /l/     | [l]         | ljubézèn (amour)                    | [ljubezɛn]           |
| M m    | /m/     | [m]         | mísliti (penser)                    | [mislit̪i]            |
| N n    | /n/     | [n]         | novíce (nouvelles)                  | [nɔʋit̪sɛ]            |
| O o    | /o/     | [ɔ]         | oblák (nuage)                       | [ɔblak]              |
| P p    | /p/     | [p]         | pomóč (aide)                        | [pɔmotʃ]             |
| R r    | /r/     | [ɾ]         | rokenrol (rock'n'roll)              | [ɾɔkenɾɔl]           |
| S s    | /s/     | [s]         | svét (monde)                        | [sʋet]               |
| Š š    | /ʃ/     | [ʃ]         | šóla (école)                        | [ʃola]               |
| T t    | /t/     | [t̪]         | tip (type)                          | [t̪ip]                |
| U u    | /u/     | [u]         | ulica (rue)                         | [ulitsa]             |
| V v    | /ʋ/     | [ʋ]         | vôda (eau)                          | [ʋɔda]               |
| Z z    | /z/     | [z]         | zrélo (mature)                      | [zɾelɔ]              |
| Ž ž    | /ʒ/     | [ʒ]         | življènje (vie)                     | [ʒiʋljɛnjɛ]          |

## Prononciation
Le slovène a 29 phonèmes : 21 consonnes et 8 voyelles.

### Voyelles
Des anciennes analyses du slovène ont conclu que la longueur des voyelles joue un rôle dans cette langue, mais des études plus récentes ont rejeté cette affirmation pour la majorité des locuteurs. L'hypothèse actuelle est que les voyelles accentuées sont longues et les non accentuées courtes. Toutes les voyelles peuvent être accentuées ou non. Cependant, les /e/ et /o/ non accentués sont restreints à quelques mots grammaticaux comme bo (un auxiliaire pour indiquer le futur).

### Consonnes
|            | Bilabiales | Bilabiales | Labio-dentales | Labio-dentales | Dentales | Dentales | Alvéolaires | Alvéolaires | Post-alvéolaires | Post-alvéolaires | Palatales | Palatales | Vélaires | Vélaires |
| ---------- | ---------- | ---------- | -------------- | -------------- | -------- | -------- | ----------- | ----------- | ---------------- | ---------------- | --------- | --------- | -------- | -------- |
| Nasales    |            | m          |                |                |          | n        |             |             |                  |                  |           | ɲ         |          |          |
| Occlusives | p          | b          |                |                | t        | d        |             |             |                  |                  |           |           | k        | ɡ        |
| Fricatives |            |            | f              |                |          |          | s           | z           | ʃ                | ʒ                |           |           | x        |          |
| Affriquées |            |            |                |                |          |          | ts          | dz          | tʃ               | dʒ               |           |           |          |          |
| Spirantes  |            |            |                | ʋ              |          |          |             | l           |                  |                  |           | j         |          |          |
| Battue     |            |            |                |                |          |          |             | ɾ           |                  |                  |           |           |          |          |

Les consonnes constrictives voisées sont dévoisées à la fin des mots, à moins qu'elles soient immédiatement suivies d'un mot commençant par une voyelle ou une consonne voisée. /ʋ/ a plusieurs allophones, selon le contexte :
- avant une voyelle : [ʋ] ;
- à la fin d'une syllabe ou devant une consonne : [u] ;
- au début d'une syllabe avant une consonne voisée : [w] ;
- au début d'une voyelle avant une consonne sourde : [ʍ].

La préposition v est toujours liée au mot suivant ; cependant sa réalisation phonétique suit la règle normale pour /ʋ/.

### Prosodie
Le slovène utilise des diacritiques pour marquer ce qui est appelé l'« accent dynamique » et le ton. Le slovène standard a deux variétés : tonal et non-tonal.
L'accent dynamique marque l'accentuation aussi bien que la durée de la voyelle. La place de l'accent est prévisible : toute voyelle longue est automatiquement accentuée, et dans les mots sans voyelle longue, l'accent tombe sur la dernière syllabe. La seule exception est le schwa, qui est toujours court et peut être accentué sans être dans la dernière syllabe. Certains mots composés, mais pas tous, ont plusieurs accents. Dans l'écriture slovène, l'accent dynamique peut être écrit sur toutes les voyelles, ainsi que sur r (qui n'est jamais syllabique en slovène standard, mais est utilisé pour les séquences « schwa + r », quand il est entouré par des consonnes) ; par exemple, vrt (« jardin ») est accentué en vŕt.
L'accentuation dynamique emploie trois diacritiques : l'accent aigu (´) (long et fermé), l'accent circonflexe (^) (long et ouvert) et l'accent grave (`) (court et ouvert).

L'accentuation tonale en utilise quatre : l'accent aigu (´) (long et haut), la brève inversée (  ̑) ou l'accent circonflexe (^) (long et bas), l'accent grave (`) (court et haut) et le double accent grave (``) (court et bas), en marquant les e ou o fermés avec un point souscrit (  ̣)

## Grammaire
Une des particularités grammaticales du slovène est l'utilisation du duel (dvojina), qui représente exactement deux unités, en plus du singulier (ednina) et du pluriel (množina).
Par exemple :
- jabolko représente une pomme ;
- jabolki représente exactement deux pommes ;
- jabolka est utilisé à partir de trois pommes.

Cependant, le duel ne s’emploie pas pour les paires naturelles : deux chaussettes (une paire de chaussettes) se dit nogavice (pluriel) et non nogavici (duel). Enfin, contrairement à ce que laisse entendre l’expression de « nous deux » (qui résume souvent le duel), ce nombre grammatical n’a aucune notion intrinsèque d'intimité, comme l'exemple des chaussettes le montre bien.
Le slovène comporte également trois genres grammaticaux : le masculin (moški spol), le féminin (ženski spol) et le neutre (srednji spol) ; ainsi que six cas : le nominatif (imenovalnik), le génitif (rodilnik), le datif (dajalnik), l'accusatif (tožilnik), le locatif (mestnik) et l'instrumental (orodnik).

## Déclinaisons
Les noms sont formés d'une racine à laquelle on ajoute un suffixe qui dépend du cas, du genre et du nombre.
Les 6 déclinaisons en slovène
| Déclinaison     | Question            | Déclinaison       | Déclinaison | Déclinaison | Déclinaison | Déclinaison | Déclinaison       |
| Déclinaison     | Question            | 1. Masculin       | 2. Masculin | 3. Masculin | 1. Féminin  | 2. Féminin  | Neutre            |
| 1. Nominatif    | Qui / Quoi ?        | stol/konj         | vovoda      | SSKJ        | omara       | perut       | sonce/mesto       |
| 2. Génitif      | Qui / Quoi ?        | stola/konja       | vojvode     | SSKJ        | omare       | peruti      | sonca/mesta       |
| 3. Datif        | À qui / pourquoi ?  | stolu/konju       | vojvodi     | SSKJ        | omari       | peruti      | soncu/mestu       |
| 4. Accusatif    | Qui / Quoi ?        | stola/konja       | vojvodo     | SSKJ        | omaro       | perut       | sonce/mesto       |
| 5. Locatif      | (chez) qui / Où ?   | (o) stolu/konju   | (o) vojvodi | (o) SSKJ    | (o) omari   | (o) peruti  | (o) soncu/mestu   |
| 6. Instrumental | (avec) qui / quoi ? | (s) stolom/konjem | (z) vojvodo | (s) SSKJ    | (z) omaro   | (s) perutjo | (s) soncem/mestom |

### Nominatif
|          | Singulier | Duel | Pluriel |
| -------- | --------- | ---- | ------- |
| Masculin | -Ø        | -a   | -i      |
| Féminin  | -a        | -i   | -e      |
| Neutre   | -o/e      | -i   | -a      |

Exemples :
- « un livre » (féminin) : »ena knjiga« ;
- « deux bières » (neutre) : »dve pivi« ;
- « trois étudiants » (masculin) : »trije študenti« (»trije študentje«).

Les nombres sont assez complexes (exemple avec « garçon » et « fille ») :
- chiffre un : singulier :
  - en fant,
  - ena punca ;
- chiffre deux : duel, sauf si paire naturelle, auquel cas pluriel et variation selon que c'est ou non du masculin :
  - dva fanta,
  - dve punci ;
- chiffres trois et quatre : pluriel avec désinence nominative et variation selon que c'est ou non du masculin :
  - trije/štirje fantje (fanti),
  - tri/štiri punce ;
- chiffres cinq et plus : pluriel avec désinence génitive :
  - pet fantov ;
  - pet punc-Ø.

### Accusatif
L'accusatif présente peu de différences avec le nominatif
|          | Singulier | Duel | Pluriel |
| -------- | --------- | ---- | ------- |
| Masculin | -Ø        | -a   | -e      |
| Féminin  | -o        | -i   | -e      |
| Neutre   | -o/e      | -i   | -a      |

Exemple :
- »Kam greš ? — Grem v lekarno« (« Où vas-tu ? — Je vais à la pharmacie »).

## Conjugaison
Le slovène comporte quatre temps, mais seulement trois sont utilisés dans le langage courant : le passé (preteklik), le présent (sedanjik) et le futur (prihodnjik). Le plus-que-parfait est restreint à la littérature et ne s'emploie pas comme le plus-que-parfait français.

### Présent
Le présent se forme généralement avec la racine du verbe à laquelle on ajoute un suffixe :

#### Règle générale
| Singulier | Duel | Pluriel |
| --------- | ---- | ------- |
| -m        | -va  | -mo     |
| -š        | -ta  | -te     |
| -Ø        | -ta  | -jo     |

Par exemple :
- « nous mangeons » (verbe jesti) s'écrit »jemo« ;
- « tu achètes » (verbe kupiti) s'écrit »kupiš«.

#### Verbebiti(être), irrégulier
| Singulier | Duel | Pluriel |
| --------- | ---- | ------- |
| sem       | sva  | smo     |
| si        | sta  | ste     |
| je        | sta  | so      |

### Passé
Le passé se forme avec le verbe biti (être) au présent auquel on ajoute la racine du verbe + un suffixe qui dépend du genre et du nombre :
|          | Singulier | Duel | Pluriel |
| -------- | --------- | ---- | ------- |
| masculin | -l        | -la  | -li     |
| féminin  | -la       | -li  | -le     |
| neutre   | -lo       | -li  | -la     |

Par exemple :
- « j'ai rencontré » (verbe srečati, masculin) s'écrit »sem srečal« ;
- « elles ont ri » (verbe smejati, féminin, duel) s'écrit »sta se smejali«.

### Futur
Le futur se forme de la même façon que le passé, mais avec le verbe biti (être) au futur.

#### Verbe biti (être)
| Singulier | Duel  | Pluriel   |
| --------- | ----- | --------- |
| bom       | bova  | bomo      |
| boš       | bosta | boste     |
| bo        | bosta | bojo/bodo |

Par exemple :
- « vous aurez » (verbe imeti, féminin, pluriel) s'écrit »boste imele« ;
- « ils boiront » (verbe piti, masculin, duel) s'écrit »bosta pila«.

## Vocabulaire
| Mot    | Traduction | Rapport étymologique au latin |
| ------ | ---------- | ----------------------------- |
| terre  | zemlja     | humus                         |
| ciel   | nebo       | nimbus                        |
| eau    | voda       | unda                          |
| feu    | ogenj      | ignis                         |
| homme  | človek     | ø                             |
| femme  | ženska     | ø                             |
| manger | jesti      | edere                         |
| boire  | piti       | bibere                        |
| grand  | velik      | ø                             |
| petit  | majhen     | ø                             |
| nuit   | noč        | nox                           |
| jour   | dan        | dies                          |